# Sandrew Metronome
Sandrew Metronome er et skandinaviskt filmdistributionsselskab, der blev grundlagt i 1990 ved en fusion af danske Metronome og svenske Sandrews.
Virksomheden blev 1996 overtaget af Sandrews og norske Schibsted med hver 50 procent, men er siden 2006 et fuldt ejet datterselskab i Schibsted-koncernen. Frem til 2006 drev selskabet også biografer i Finland og Danmark; Dagmar Teatret og Kinopalæet, der begge blev solgt til Nordisk Film. Siden har man koncentreret om filmdistribution og varetager bl.a. distributionen af Focus Features og Warner Bros.' film i Skandinavien. I november 2010 blev det besluttet ikke at forlænge distributionsaftalen med Warner Bros hvilket betyder at selskabets afdeling for biografdistribution vil blive nedlagt i løbet af 2011, mens videodistributionen fortsætter med produktion og salg af titler fra bagkataloget.
I 2011 overtager Nordisk Film rettighederne til en masse af Sandrew Metronomes film bl.a. Min søsters børn og 3000 andre titler.
Schibsted solgte Sandrew Metronome i 2013 til et investeringsselskab.